# Дунфэн-41
Дунфэ́н-41, DF-41 (кит. упр. 东风-41, пиньинь Dōngfēng-41, «Восточный Ветер-41») — китайская твердотопливная межконтинентальная баллистическая ракета (МБР), предназначенная для доставки ядерных зарядов. Предполагается, что она имеет дальность в 12 000 - 14 000 км и несёт разделяющуюся головную часть, содержащую до 10 боевых блоков.
Проект разрабатывается с 1980-х годов и сейчас, вероятно, сопряжён с программой БРПЛ «Цзюйлан-2», который является подводной версией той же ракеты, ракета отличается своим типом базирования, скоростью боеголовок, типом боеголовок, размером, и визуалом. .
Военные эксперты ожидали, что она будет представлена на Национальном Параде в 2009 году; однако впервые была показана только на параде в честь 70-летия КНР 1 октября 2019 года в Пекине.
Состоит на вооружении 2-го артиллерийского корпуса Народно-освободительной армии Китая.
В 2015 г. был проведен запуск ракеты DF-41 из транспортно-пускового контейнера на железнодорожной платформе.
24 января 2017 года гонконгская пресса сообщила, что Китай разместил в приграничных с Россией провинциях на северо-востоке страны, примерно в 700 километрах от Владивостока, ядерное оружие. Сообщение перепечатали и китайские государственные СМИ. Речь шла о новых баллистических ракетах «Дунфэн-41» с разделяющимися боеголовками.
Официальная российская реакция была спокойной — в Кремле заявили, что угрозы в этом не видят; Комитет по обороне Совета Федерации, впрочем, пообещал, что группировка ПРО на Дальнем Востоке всё равно будет усилена несмотря ни на что. Этот инцидент не получил особого внимания от стран НАТО. 
Также ПГРК расположен на базе ракетоносца от компании Wanshan Special Vehic, существует информация о том, что именно эта компания создала ракетоноситель на базе Тягача от МАЗа (Минский Автомобильный Завод), либо от МЗКТ (Минский Завод Колёсных Тягачей).   